# Ippolito Vicentini
Ippolito Vicentini (* 18. Juni 1638 in Rieti; † 20. Juni 1702 ebenda) war ein römisch-katholischer Prälat, der von 1670 bis 1702 Bischof von Rieti war.

## Biographie
Ippolito Vicentini wurde am 18. Juni 1638 in Rieti, Italien, geboren und am 21. September 1670 zum Priester geweiht.
Am 22. Dezember 1670 wurde er von Papst Clemens X. zum Bischof von Rieti ernannt. Am 11. Januar 1671 wurde er von Gasparo Carpegna, Titularerzbischof von Nicäa, zum Bischof geweiht, wobei Federico Baldeschi Colonna, Titular-Erzbischof von Cäsarea in Kappadokien, und Francesco de’ Marini, Bischof von Molfetta, als Mitkonsekratoren fungierten.
Er diente als Bischof von Rieti bis zu seinem Tod am 20. Juni 1702.